# Малиновка (Никольский район)
Малиновка (укр. Малинівка) — посёлок в Никольском районе Донецкой области Украины.
Население по переписи 2001 года составляло 1093 человека. Почтовый индекс — 87060. Телефонный код — 6246. Код КОАТУУ — 1421781102.

## История
В советское время в посёлке действовал племенной завод «Диктатура» (позднее — «МАлиновка») Володарского района. На этом заводе трудилась доярка Герой Социалистического Труда Зинаида Ивановна Чёрненькая.

## Местный совет
87060, Донецкая обл., Никольский р-н, с. Боевое, ул. Сенатосенко, 74, т. 2-51-31